# Spinazzola
Spinazzola es una localidad italiana de la provincia de Barletta-Andria-Trani (anteriormente en la de Bari), región de Puglia, con 6.997 habitantes.

## Geografía Física
La ciudad está situada en una terraza rodeada de laderas con vistas al valle del río Locone. Las laderas con diques que hacen que numerosos manantiales brotan Spinazzola un país rico en agua, en contraste con la escasez general típicos de la región.

## Evolución demográfica
| Gráfica de evolución demográfica de Spinazzola entre 1861 y 2011 |
|                                                                  |
| Fuente ISTAT - elaboración gráfica de Wikipedia                  |

## Historia
Aunque la identificación tradicional no verificables con el Estado para Pinumstage de la Via Appia de Roma, la ciudad fue fundada en tiempos muy antiguos. Extremo de la meseta se alzaba el antiguo castillo de la familia de Pignatelli, señores de la ciudad, donde nació el 13 de marzo de 1615 Antonio Pignatelli, entonces papa Inocencio XII. En el siglo XIX, el país comenzó a expandirse fuera del núcleo histórico, a aceptar la función actual de la aldea en línea, casi completamente estirados a lo largo de la carretera provincial 230.

## Economía
La principal actividad es la agricultura, porque el país se encuentra en el corazón de una tierra muy fértil y adecuada para el cultivo de LOS cereales. La relativa abundancia de agua también alienta a los cultivos hortícolas como el tomate.

## Fauna
- Jabalí
- Lobos
- Cerdos

## Monumentos y lugares de interés
Con la reducción, a comienzos del siglo XX, el castillo Pignatelli, se conservan en Spinazzola. Sin embargo, algunos restos de murallas medievales, un Comandante de la Orden de Jerusalén y el siglo XVI la Iglesia madre.

### Edificios religiosos
- Iglesia de la Anunciación[4] Situado en el centro de la ciudad, cerca del ayuntamiento, (construido en 1936), ex convento franciscano.
- Iglesia de San Sebastián, que alberga el busto de plata del santo patrón de Spinazzola, San Sebastián, precisamente situado en la plaza de la que toma su nombre.
- Iglesia de San Nicolás.
- Iglesia de San Pedro Apóstol (Spinazzolesi convocada por la "Madre Iglesia"), situado en el centro histórico, cerca de las ruinas del castillo.
- Iglesia de San Vito.
- Santuario de la Virgen María de los Bosques, ubicado cerca de la arboleda de la ciudad a pocos kilómetros de la ciudad, alberga la sagrada imagen de la "Madonna del Bosco" el martes después de Pascua, que es llevada en procesión en la aldea se encuentra en la Iglesia "Madre" para a continuación, se informó en el mes de agosto, en el santuario.
- Iglesia del Purgatorio, situada en la plaza principal, la Piazza del Plebiscito.

### Bosques
- Santa Lucía de Matera
- Monterozzi de Labriola-Longo

### Hermanamiento
La ciudad de Spinazzola está hermanada con:
- Verbania  de 1994

## Cultura

### La gente de Spinazzola
- XII Papa Inocencio
- Michele Ruggieri (1543-1607), misionero jesuita en China.
- Raffaele de Cesare
- John Capoccio
- Alfredo Luis Schiuma (1885-1963), compositor